# Nina Zulić
Nina Zulić (geboren am 4. Dezember 1995 in Ljubljana) ist eine slowenische Handballspielerin.
Zulić spielte Handball zunächst bei RK Krim, zwischenzeitlich bei ŽRK Ajdovščina, dann erneut bei RK Krim. Im Jahr 2020 wechselte sie in die Türkei zu Kastamonu Belediyesi GSK, von dort im Jahr 2022 dann nach Rumänien zu CS Gloria Bistrița-Năsăud. Zur Saison 2023/24 kehrte Zulić zu RK Krim zurück. Mit Krim gewann sie mehrfach die slowenische Meisterschaft. Ab Ende 2023 pausierte sie schwangerschaftsbedingt.
Sie wird auf der Spielposition Rückraum Mitte eingesetzt.
Mit den Teams aus Ljubljana, Ajdovščina und Kastamonu nahm Zulić an den europäischen Vereinswettbewerben EHF Champions League, EHF European League, Europapokal der Pokalsieger und EHF Challenge Cup teil.
Sie stand im Aufgebot der slowenischen Nationalmannschaft. Für Slowenien nahm sie an der Europameisterschaft 2016, der Weltmeisterschaft 2017, den Mittelmeerspielen 2018, der Europameisterschaft 2018, der Weltmeisterschaft 2019, der Europameisterschaft 2020, der Weltmeisterschaft 2021 und der Europameisterschaft 2022 teil. Bei den Mittelmeerspielen 2018 gewann sie die Bronzemedaille.